# Vodka

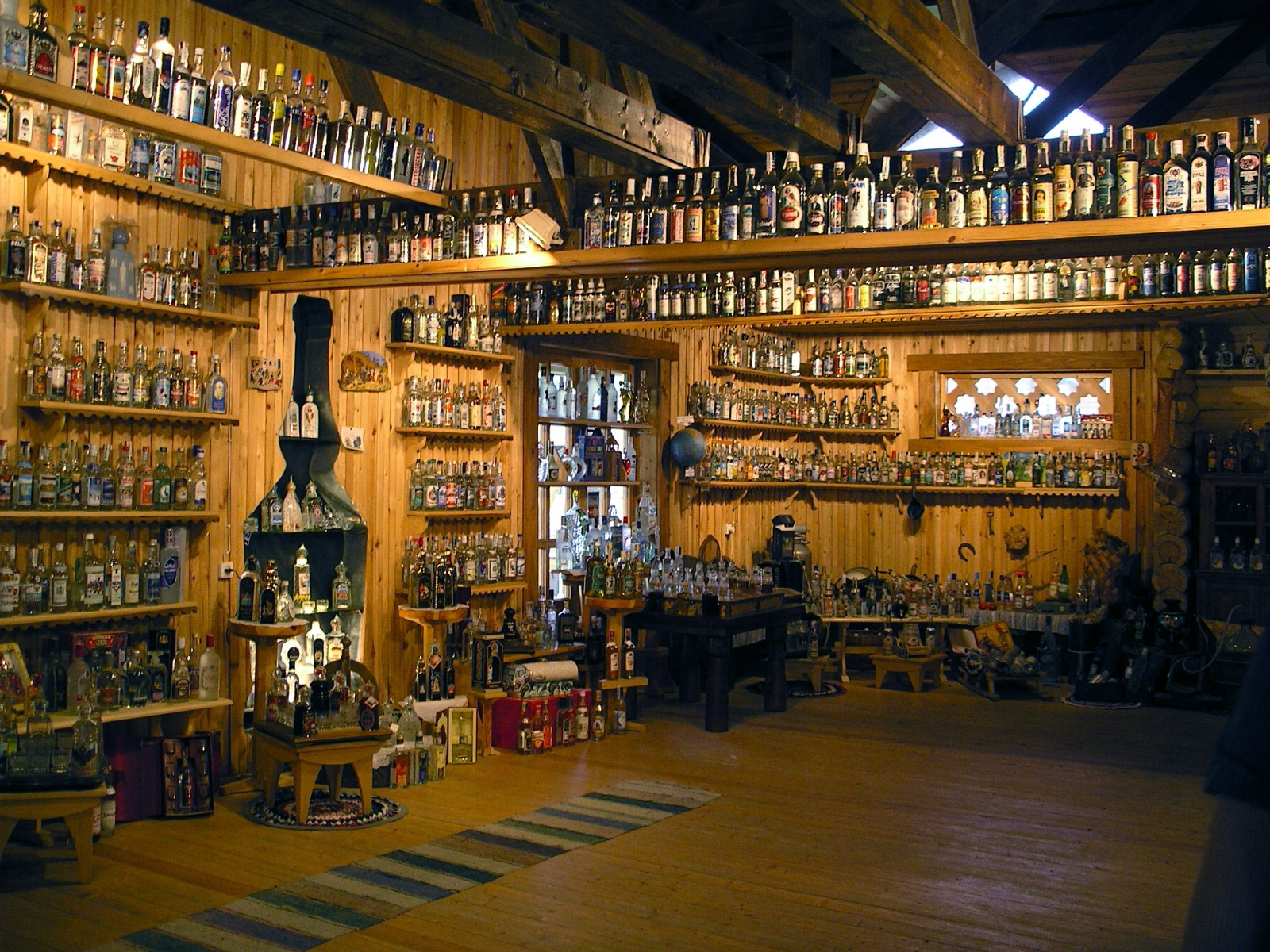
Museu del vodka a Mandrogi, prop de Sant Petersburg, Rússia

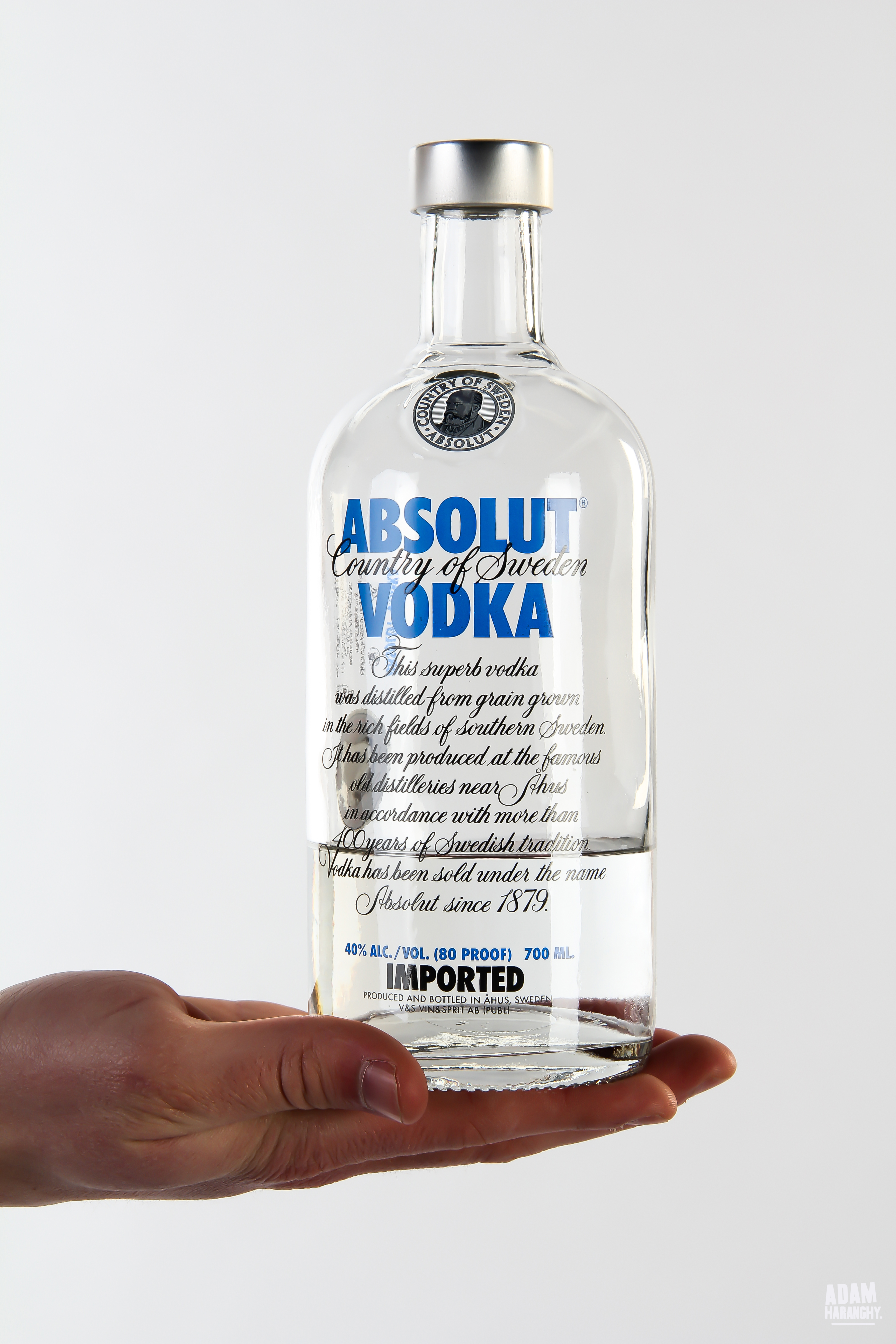
Imatge de la marca Absolut. Amb una puresa del 40% d'etanol.

La vodka o el vodka, horilka o harelka (polonès: wódka o gorzałka, pronunciat gorjawka; ucraïnès: горі́лка, transcrit: horilka; belarús: гарэлка, transcrit: harelka; rus: во́дка, vodka; lituà: degtinė; letó: degvīns; finlandès: votka; suec: vodka) és un aiguardent destil·lat originat al segle xvi als països freds del nord-est i est d'Europa, com ara Rússia, Polònia, Ucraïna, Belarús o els Països Escandinaus. El vodka inicial no estava només disponible com a producte destil·lat, sinó que podia ser condimentat amb fruits (naliviki) o herbes (nastoiki), sovint usats per amagar un alcohol de qualitat més pobre.
El vodka s'origina a partir de l'alcohol etílic obtingut mitjançant una fermentació de patates, grans o altres productes d'origen agrícola. Tot i la destil·lació i els múltiples processos de filtració, no és possible produir el 100% d'etanol. La solució final pot constar d'un percentatge varialbe d'etanol (un màxim de 96%) però també contindrà altres components com èsters, aldheids, metanols o acetats.

## Tipus
1. Pura: La vodka sense cap herba ni altre ingredient per a donar-li cap sabor diferent. Una de les més conegudes és la marca polonesa de Wyborowa. Té gust de sègol i és lleugerament dolça, derivat del procés de destil·lació. Dues altres marques de bona qualitat són les russes Stolítxnaia ("de la capital") i Moskóvskaia ("muscovita").
2. Amb gust: Vodka que té infusions de fruites, herbes i d'altres ingredients.
  1. Zubrovka: Un dels més originals, fins i coneguts és el tipus de vodka Zubrovka o Żubrówką (polonès: Żubrówką; belarús: зуброўка, transcrit: zubrouka o zubrowka; ucraïnès: зубрівка, transcrit: zubrivka; rus: зубровка, zubrovka i lituà: stumbrinė; els quatre primers de la paraula per "herba de bisó", que al seu torn ve de la paraula "Zubr", o bisó europeu, l'animal que li agrada menjar-ne), que té una fulla d'herba de bisó (Hierochloe odorata), relativament rara. L'herba es troba, entre altres llocs, a Belarús, al Parc nacional del bosc primigeni de Biela Vieja, i a Polònia, a la continuació de dit bosc primigeni, al Parc Nacional de Bialowieza. Els tres països on és més típica la beguda són Polònia, Belarús i Ucraïna. Es fabrica principalment a Belarús i Polònia, però també a Ucraïna, Lituània, Rússia, la República Txeca, Alemanya i Estats Units, entre altres llocs. Algunes de les millors marques són les poloneses Żubrówką i Wisent, i la belarussa de Brestskaya Zubrovka (Брестская зубровка).
  2. Vodka amb bitxo (Horilka s pertsem), tipus de vodka típic a Ucraïna, junt amb la vodka "pura" i la "zubrovka". Com el nom indica, cada ampolla porta un pebre a dins, que li dona un gust picant.

## Generalitats
Moltes persones solen barrejar el vodka amb diferents sucs de fruita (majoritàriament de nabiu o taronja), per a així donar-li un sabor diferent amb un lleuger toc d'alcohol.
Nogensmenys, el vodka deu la seva composició actual a l'inventor rus de la taula periòdica d'elements, Dmitri Mendeléiev. Precisament ell va descobrir que la proporció ideal d'aigua/alcohol per al vodka era de 40°. Actualment, recents investigacions de la firma Oval, productora del vodka austríac del mateix nom, van arribar a la conclusió que 42 º eren una proporció fins i tot millor.
El vodka produït a Rússia contenia 40% d'alcohol i l'altre que produeixen a Polònia arriba a 45 º de graduació alcohòlica. Actualment la graduació típica oscil entre 37,5% i 42% a vodkas ordinaris (fins a 70% en algunes especialitats russes), pel que la seva aportació calòrica l'organisme per cada 100 g és de 315 kcal.
Els costums per beure difereixen segons el seu lloc de consum. En els països bàltics i d'Europa oriental, la beguda és presa sola i sense barrejar, servint-se en gots ben freds i acompanyada sovint de menjar. En els països occidentals, és utilitzada principalment en combinats, tot i que l'auge dels anomenats vodkas "premium" fa que cada cop sigui més freqüent consumir vodka sol.
Originàriament la producció d'aquesta beguda era a partir dels productes d'agricultura locals més barats i abundants, com el blat, blat de moro, patates, residus de la remolatxa sucrera o la combinació de qualsevol d'aquests. El procés consistia en una filtració simple i ràpida del ferment d'aquests usant un filtre a base de carbó vegetal, en lloc d'un car i prolongat procés de destil lació. El líquid purificat era després reduït, sense ràncies fins a ser potabilitzadora mitjançant l'addició d'aigua destil lada per a després embotellat. El resultat d'aquest cicle d'elaboració era i continua sent un producte incolor i sense olors amb una graduació alcohòlica elevada.

## Matèries primeres
Les matèries primeres per l'elaboració d'aquesta beguda poden ser molt diverses. Poden utilitzar-se patata, blat de moro, canya de sucre, raïm o grans de cereals com el blat o el sègol. D'aquestes se n'aprofiten els carbohidrats fermentables, obtenint un puré, que serà posteriorment fermentat i destil·lat. En funció de la matèria primera utilitzada, la quantitat de sucres fermentables pot variar. Es va determinar que en funció de la matèria primera que es fa servir i el mètode de producció, es poden diferenciar fins a 18 tipus de vodka. Això és degut al fet que es poden crear diferents subproductes. A més, el vodka té més gust si els ingredients utilitzats per formar la massa es destil·len amb una menor puresa alcohòlica.

### Vegetals o grans
En ser de color i olor neutre, es pot destil·lar vodka de pràcticament qualsevol ingredient fermentable. Originalment a Rússia s'utilitzaven les patates i tot i així en alguns països de l'Est d'Europa continuen essent elaborats amb aquestes. La major part de les importacions d'alta qualitat i tots els vodka realitzats als Estats Units es destil·len a partir de cereals com el blat. El gra, especialment el blat, domina en la producció de vodka com a matèria primera. Els destil·ladors poden adquirir el gra dels proveïdors, o bé cultivant-lo en camps.
Les varietats de patata utilitzades per a la producció de vodka són escollides específicament pel seu contingut en midó, normalment d'un 25%. Les patates petites es prefereixen per destil·lar, ja que tenen continguts més alts de midó que les patates més grans que estan inflades d'aigua. Fins i tot amb aquestes varietats altes de midó es necessiten 16 tones de patata a obtenir 1.000 litres d'alcohol al 96,4% alc./Vol.
L'última normativa de la UE (Núm. 110/2008) estableix que: "Tenint en compte les expectatives dels consumidors sobre les matèries primeres utilitzades per al vodka, especialment en els Estats membres productors tradicionals de vodka, s'hauria de preveure la informació adequada que es proporcionarà sobre la matèria primera utilitzada quan el vodka està fabricat amb matèries primeres d'origen agrícola que no siguin cereals i/o patates ". És a dir, els vodkes elaborats amb raïm o altres ingredients no tradicionals han de declarar-ho a les seves etiquetes. 

### Malta
El malt prové d'ordi. La maltosa serà el carbohidrat usat com a substrat per la fermentació dels llevats.

### Llevat
El llevat pot utilitzar com a font de carboni els sucres presents al puré a partir de la fermentació alcohòlica, i produir etanol (alcohol), diòxid de carboni (en forma gas) i ATP (energia per la cèl·lula). En la fabricació de begudes alcohòliques, s'utilitzen soques destil·ladores de l'espècie Saccharomyces cerevisae, el qual es pot obtenir fàcilment de proveïdors externs. A part de l'aport de sucres com a font de carboni, S. cerevisae necessita aigua, sals d'amoni, ions inorgànics i factors de creixement
Les reaccions metabòliques que tenen lloc dins de la cèl·lula del llevat durant la fermentació no es limita a la sola producció d'etanol i diòxid de carboni sinó que al mateix temps altres rutes biosintètiques dins de la cèl·lula produeixen subproductes del seu metabolisme, inclosos compostos que poden contribuir al gust i a l'aroma.
El llevat per al destil·lador es pot utilitzar en diverses formes: llevat en crema (al voltant del 15% - 20% de matèria seca), pastís premsat (al voltant del 28% - 35% de matèria seca) i llevat actiu sec (al voltant del 95% de matèria seca). El tipus de llevat serà triat en funció de la grandària i capacitats de la destil·leria. Els productors industrials a gran escala solen triar llevats cremosos tot i que tenen una vida útil curta (28 dies aproximadament) comparada amb el del llevat actiu sec, que és d'un any.
És important remarcar que soques genèticament modificades de S.cerevisae ja existeixen als laboratoris de recerca d'arreu del món. És la mala percepció del consumidor el que evita l'ús d'aquestes soques en l'àmbit comercial. Soques de S. cerevisae GM per la fermentació alcohòlica són autoritzades en alguns països, però no a Europa. A més, hi ha grups de recerca que ja estan desenvolupant llevats sintètics al laboratori, les quals la indústria de l'alcohol podria utilitzar per satisfer demandes específiques de la indústria i la creació d'un llevat de destil·lació "perfecte", per exemple, llevats que produixin metabolits relacionats amb l'aroma o amb una major eficiència de conversió del sucre a alcohol.

## Procés d'elaboració
La matèria primera es carrega en un tanc, equipat amb agitadors que en realitzen la descomposició. Dins d'aquest tanc també s'afageix malt per tal de promoure la conversió de midó a sucre.

A partir d'aquí, s'elabora un líquid gràcies a la fermentació dels sucres obtinguts utilitzant un extracte de la fècula dels ingredients principals (patata, blat i sègol), en un procés que pot tenir una duració d'aproximadament dos dies.

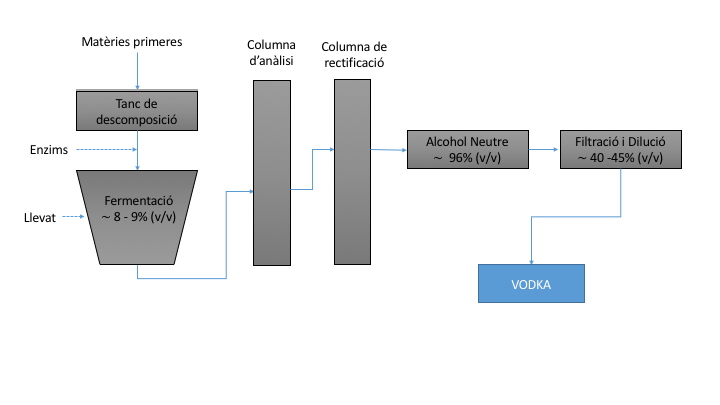
Diagrama simplificat del procés d'elaboració del vodka.

### Esterelització i inoculació
Prevenir el creixement bacterià indesitjat és molt important, per això la massa s'esterel·litza escalfant-la. Després s'inocula amb bacteris de l'àcid làctic per tal d'augmentar el nivell d'acidesa necessari per a la fermentació.
Existeixen tres passos claus en la producció del vodka: la fermentació, la destil·lació i la filtració.

### Fermentació
En la fermentació s'obté etanol i diòxid de carboni com a productes principals. També s'obtenen altres productes volàtils com èsters i aldehids, a causa del metabolisme dels llevats. Aquests productes secundaris aporten aroma i sabor a la beguda final. La fermentació es du a terme per l'espècie de llevat S. cerevisae en condicions d'anaerobiosi, tot i que es tracta d'un microorgaisme anaeròbic facultatiu, per tant l'absència d'oxigen no cal que sigui total, i de fet, no pot créixer en absència total d'oxige perquè el necessita per la síntesis d'àcids grassos de membrana o esterols. Per tal de dur a terme la fermentació alcohòlica, els valors de la temperatura es troben entre 20 °C i 30 °C i els de pH entre 4.5 i 6.5, on S. cerevisae presenta un creixement òptim.
Durant els següents dos o quatre dies, els enzims del llevat aniran convertint els sucres en alcohol etílic. Una forma de processament més eficient per a la fermentació seria l'ús de sistemes de fermentació en cascada. D'aquesta manera es pot optimitzar la producció i l'ús del biorreactor. L'avantatge d'utilitzar aquest mètode és que permet que el llevat pugui combatre l'estrés osmòtic de manera més efectiva i això permet un increment dels nivells d'etanol que es produeixen a partir del sucre disponible.

### Destil·lació
L'etanol que s'ha obtingut en la fermentació es bombeja a columnes d'acer inoxidable formades per cambres de vaporació apilades les unes sobre les altres. L'alcohol es desplaça cap amunt i cap avall, i s'escalfa amb més vapor, fins que els vapors són alliberats i condensats. Aquest procés també elimina impureses. Els vapors pugen cap a les cambres superiors on es concentren més. Els materials extrets flueixen cap a les cambres inferiors i es descarten. Aquests residues poden aprofitar-se i vendre com a alimentació per animals, per exemple, els resides obtinguts del gra.

### Filtració
Tot i que la majoria de productores de vodka opten per destil·lar l'alcohol per obtenir l'etanol el més pur possible, hi ha altres indústries que ho fan mitjançant filtres de carbó vegetal. Aquests filtres són especialment útils per eliminar contaminants oliosos i impureses orgàniques.
Per aquest tipus de purificació, és bastant comú refredar el líquid i després filtrar a baixes temperatures, entre -2 i -12n.C. D'aquesta manera les proteïnes precipiten i la fltració és més fàcil.

### Addició d'aigua
Els vapors concentrats contenen un 95-100% d'alcohol. Per fer-lo potable, s'agrega aigua per disminuir-ne el percentatge d'alcohol fins a 40%.
L'any 1865, el cíentific rus Dmitri Mendeléiev, va concloure que el vodka hauria de tenir un percentatge d'alcohol del 38%. No obstant, el valor de 40% va esdevenir més popular, ja que era més senzill d'estendaritzar. La Unió Europea va establir 37,5% com el valor mínim d'alcohol que havia de contenir una beguda per ser anomenada vodka.
Els productors solen usar aigua baixa en sals i ions dissolts, com sodi, clorur, carbonat de calci, sulfat de calci i magnesi. Les noves tecnologies permeten desmineralitzar aigua mitjançant osmosi inversa per obtenir aigua pura i insípida que no afecti el gust del vodka. Usant l'osmosi inversa l'aigua és bombejada per tubs a una gran pressió i és forçada a passar per una membrana selectiva, d'aquesta manera els ions se separen de l'aigua. Quan l'aigua es barreja amb l'etanol es produeix una petita reacció que genera calor. Per això, alguns prefereixen anar hidratant l'acohol a poc a poc. Altres prefereixen afegir tota l'aigua alhora i deixar-ho reposar fins que l'aigua i l'alcohol estiguin ben barrejats i s'hagi perdut part de la calor.

### Additius
El vodka és essencialment alcohol diluït en aigua, però se li pot donar certs tocs de sabor afegint additius, com per exemple aromatitzadors, i conservants per preservar les seves característiques.
El productor de vodka pot escollir si afegir o no aroma al producte final. Durant els inicis de la producció del vodka, es realitzava aquesta pràctica per enmascarar les males olors del destil·lat. Per exemple, s'afegia anís.
Les substàncies afegides en la producció del vodka poden ser diveres: sucres (fins a 2g/L), polihidrat d'àcid cítric comestible (fins a 150 mg/L); glicerol; glicerina o mel.
És comú afegir petites quantitats de mel per augmentar el gust i millorar la viscositat. La glicerina i el glicerol són additius que s'identifiquen com E422, aporten un gust dolç i no tenen olor, per tant, endolcen el producte i augmenten la seva viscositat sense alterar-ne el gust. D'altra banda, es pot afegir àcid cítric el qual és una pols cristal·lina que es dissol fàcilment en alcohol. Aquest àcid se sol utilitzar en begudes com a conservant i per proporcionar un gust lleugerament àcid i agre. Els nivells apropiats d'àcid cítric al vodka són de 1000ppm.

### Embotellament
Les begudes alcohòliques s'emmagatzemen en ampolles de vidre perquè el vidre no és reactiu. Altres recipients, com el plàstic, podrien causar un canvi químic en la beguda. El procediment d'embotellament està altament mecanitzat i les ampolles es netegen, s'omplen, tapen, segellen, s'etiqueten i es carreguen en caixes per a la seva comercialització. Es poden arribar a fabricar fins a 400 ampolles per minut.

## Marques i especialitats
El vodka és la beguda espirituosa més consumida del món, i un ingredient popular de copes i combinats de tota classe. Les marques més populars i reeixides són Smirnoff (propietat del fabricant britànic Diageo), Absolut, Stolichnaya (propietat de la societat SCI i objecte d'un intricat litigi entre la susdita i l'Estat rus) i Eristoff.
A la primera dècada del segle XXI han sorgit noves tendències en matèria de vodka: d'una banda l'anteriorment esmentada aromatització de vodka amb diversos sabors (cítrics, diverses fruites, vainilla, pebre, "bissongrass", bitxo, etc.), de l'altra, l'aparició de vodkas d'alta gamma i preus relativament elevats, unnovumen el món de la beguda blanca. En aquest grup destaquen Grey Goose (França), Khortytsa (Ucraïna), Level (Suècia), Stolichnaya Elit (Rússia), Wyborowa Single Estate (també conegut com a Wyborowa Exquisite, de Polònia), Russian Standard Platinum i Russian Standard Imperia, Kaufmann (Rússia), Ciroc (França), Citadelle (França), Kettle One (Holanda), Snow Queen (Kazakhstan), Xellent (Suïssa), Diva (Anglaterra), Jean Marc XO (França), Oval (Àustria), Alpha Noble (França), Montesskaya (Colòmbia), etc.
Existeixen moltes marques de vodka al món. Depenent de la zona en la què s'elabori, les matèries primeres, els additius i el procés utilitzat, tindrà uns matisos o uns altres. Alguns dels vodkes més coneguts són:
- Smirnoff. Originari de Moscou (Rússia) a mitjan segle xix, però actualment es fabrica al Regne Unit. La matèria primera és el blat i el sègol.
- Absolut vodka. És un vodka suec fundat el 1879 per Lars Olssen Smith. Es fabrica a partir del blat i té una àmplia gamma de sabors.
- Khortytsa. Vodka originari d'Ucraïna, anomenat així per l'illa de Khortytsya. És una beguda afruitada feta a partir de blat torrat. L'aigua necessària per a la dilució de l'alcohol procedeix de deus. És una beguda comercialitzada a tot el món.
- Khlibnyi dar. Beguda ucraïnesa elaborada a partir de gra, amb notes de mel, pa i fruita.
- Svedka. Vodka suec fabricat a partir de blat que ha estat destil·lat cinc vegades i filtrat amb carbó. Es produeixen diferents variants amb diversos sabors.
- Krupnik. Beguda originària de Polònia que, segons la llegenda, va ser creada per un monjo benedictí a Niasvij (Belarús). És elaborada amb cereals, mel de trèvol i herbes.
- Sky vodka. Procedent de Califòrnia (1992). Produït a partir de gra. Té una gran varietat de sabors.
- Belvedere. Vodka original de Polònia fabricat a partir de sègol. Trobem diferents sabors a part del neutre, com cítrics, Bloody Mary o gerd.
- Chopin. Com l'anterior, és una beguda polonesa que deu el seu nom al compositor Frederic Chopin. Es tracta d'un vodka destil·lat quatre vegades a partir de patates. Per cada ampolla es necessiten unes 18 patates. El seu sabor té matisos de vainilla i poma.
- Miskaya Kristall. Procedeix de Belarús. Es fa per destil·lació de blat i sègol i es filtra utilitzant un procés patentat. Aquesta marca de vodka només es comercialitza a nivell regional.

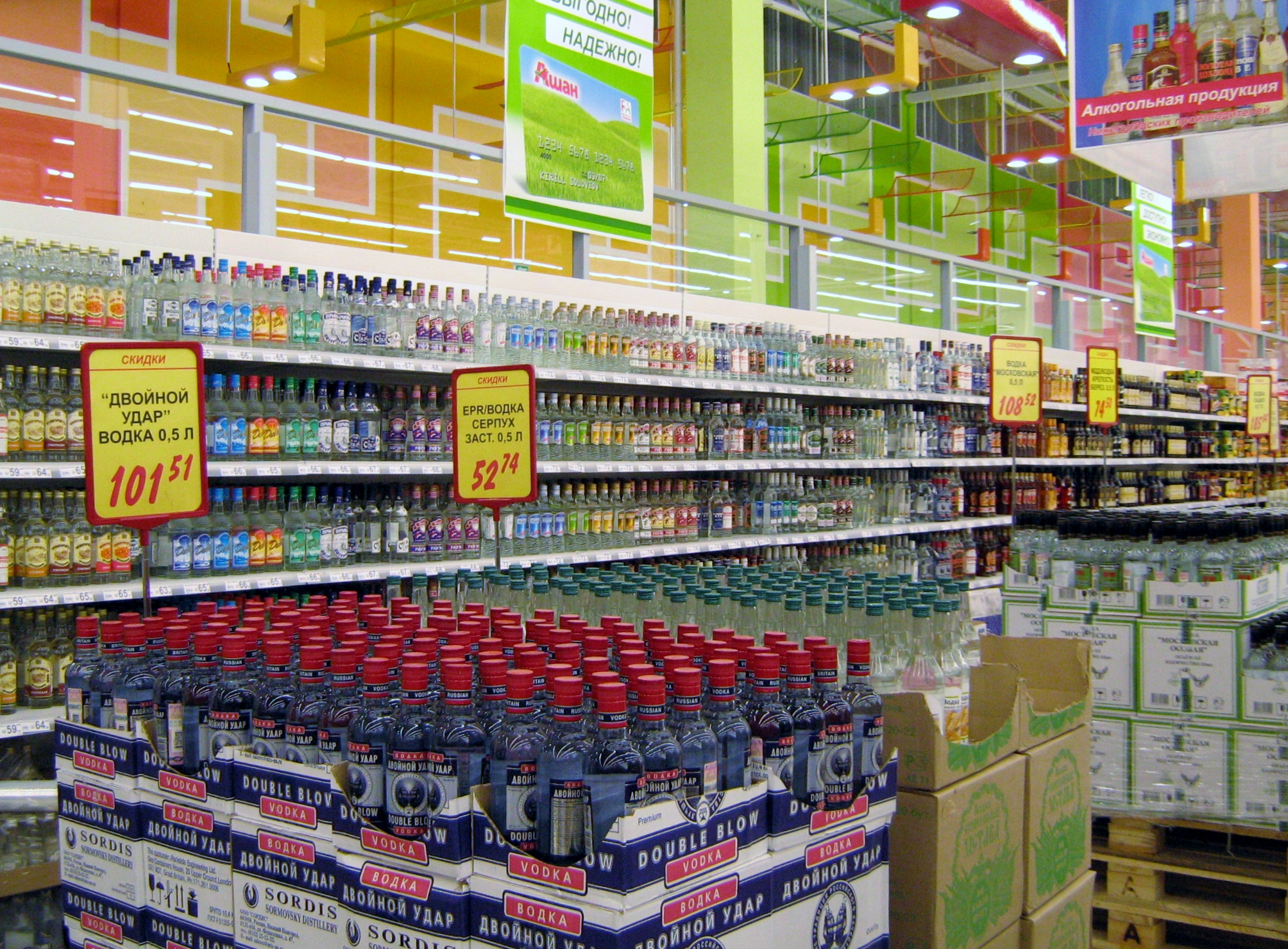
Diferents tipus de Vodka a un supermercat rus

- Blavod. Procedent de San Francisco. Forma part dels anomenats vodkes negres. S'elabora amb gra i el color fosc s'aconsegueix en usar Acàcia catechu.
- O₂. Marca creada el Regne Unit. Es fabrica amb blat i la destil·lació és triple. Es tracta d'una beguda escumosa que és una barreja de xampany i vodka.
- Diva. Es tracta d'un vodka escocès de luxe. El procés d'elaboració és curiós i amb un cost econòmic elevat. El filtrat utilitzat es diu Diamond Vokda i està dividit en tres fases: en la primera fase es filtra amb gel, a la segona es filtra amb carbó de llenya procedent de bedoll nòrdic i en la tercera es filtra amb partícules de gemmes, robins, maragdes i diamants.
- Ketel One. És un vodka neerlandès destil·lat a partir de blat en olles de coure. Es filtra amb carbó actiu i roman en tancs recoberts amb rajoles fins que el vodka està llest. El seu sabor té alguns tocs cítrics.
- Iceberg. És un vodka fabricat al Canadà. Es produeix per una triple destil·lació de préssecs i crema de blat de moro d'Ontario. Aquesta marca de vodka té variants amb diferents sabors, com ara cogombre, xocolata amb menta o crema cremada.

## Còctels
- Cosmopolitan
- Gimlet
- Sex on the beach
- Tornavís
- Drac verd
- Bloody Mary
- Caipiroska
- C.M. Mom